# Bactrocera jiannanus
Bactrocera jiannanus
 es una especie de díptero que Chao y Lin describieron por primera vez en 1996. Bactrocera jiannanus pertenece al género Bactrocera de la familia Tephritidae. 